# Earl of Ormond
Earl of Ormond war ein erblicher britischer Adelstitel, der zweimal in der Peerage of Scotland geschaffen wurde.

## Verleihungen
Der Titel wurde erstmals 1445 für Hugh Douglas geschaffen. Er war ein jüngerer Sohn James Douglas, 7. Earl of Douglas aus der „schwarzen Linie“ der Familie Douglas. Er wurde am 1. Mai 1455 wegen Hochverrats geächtet und hingerichtet und der Titel ihm aberkannt.
In zweiter Verleihung wurde der Titel am 3. April 1651 an Archibald Douglas, Earl of Angus verliehen, zusammen mit dem nachgeordneten Titel Lord Bothwell and Hartside. Er war der älteste Sohn des William Douglas, 1. Marquess of Douglas aus der „roten Linie“ der Familie Douglas und führte als dessen Heir Apparent auch den Höflichkeitstitel Earl of Angus. Er starb 1655, noch vor seinem Vater. Seine Titel fielen an seinen jüngeren Sohn Archibald Douglas, der am 2. Oktober 1661 auch zum Earl of Forfar und Lord Wandell and Hartside erhoben wurde. Als dessen Sohn, der 3. Earl Ormond, 1715 ohne Nachkommen starb, erloschen alle vier Titel.

## Liste der Earls of Ormond

### Earls of Ormond, erste Verleihung (1445)
- Hugh Douglas, 1. Earl of Ormond († 1455) (verwirkt 1455)

### Earls of Ormond, zweite Verleihung (1651)
- Archibald Douglas, 1. Earl of Ormond, Earl of Angus (um 1609–1655)
- Archibald Douglas, 2. Earl of Ormond, 1. Earl of Forfar (1653–1712)
- Archibald Douglas, 3. Earl of Ormond, 2. Earl of Forfar (1692–1715)